# Ingwer Paulsen
Ingwer Paulsen (* 3. April 1883 in Ellerbek bei Kiel; † 25. November 1943 in Halebüll bei Husum) war ein deutscher Grafiker und Maler.

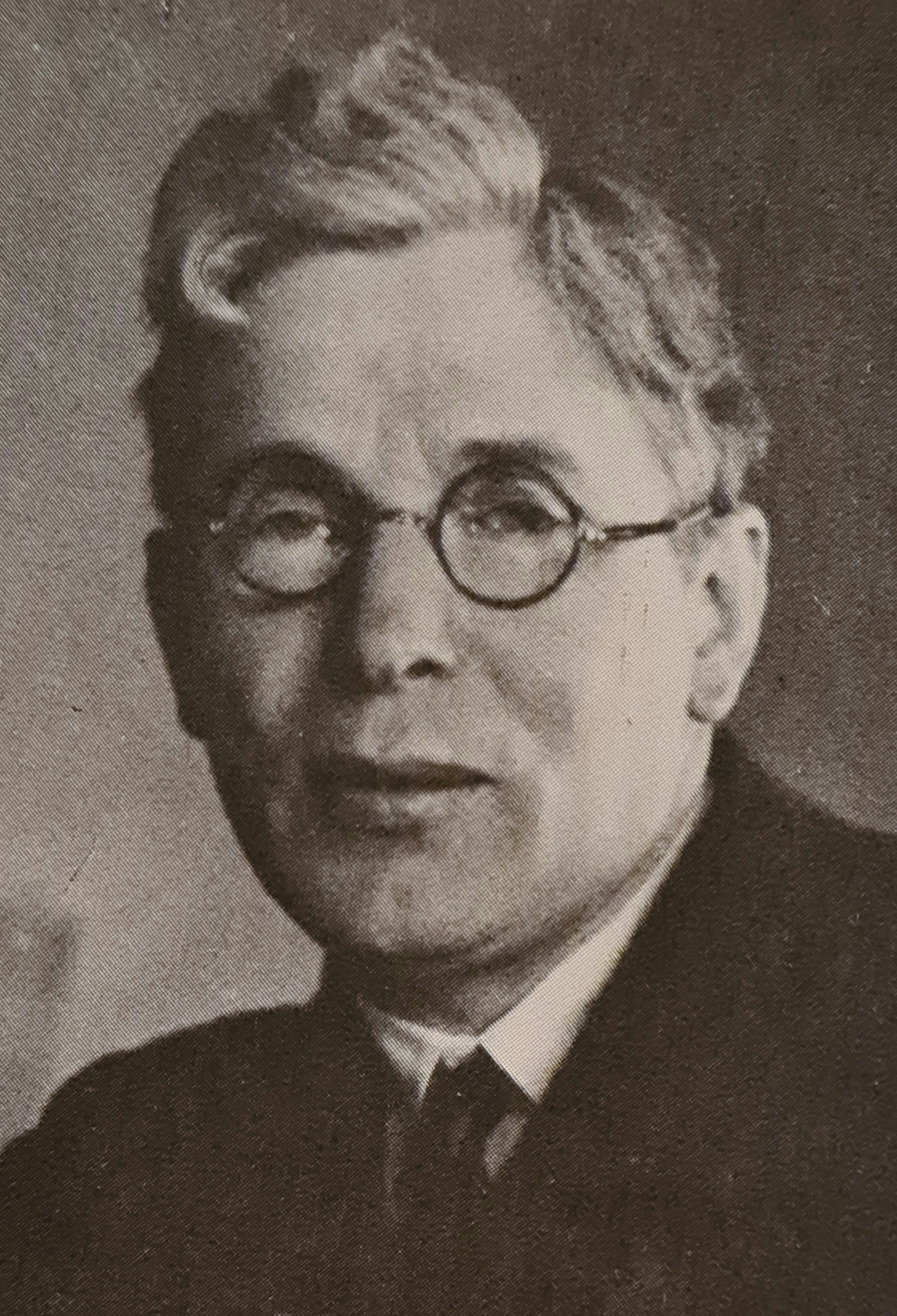
Ingwer Paulsen

## Leben
Ingwer Paulsen wurde als dritter von vier Söhnen des Arztes Ingwer Paulsen sen. geboren. Die Familie stammte väterlicher sowie mütterlicherseits aus Nordfriesland. Sein Großvater mütterlicherseits war Pastor in Hattstedt. Paulsen besuchte zunächst die Kieler Gelehrtenschule und später das Flensburger Realgymnasium. In der Absicht, wie sein älterer Bruder Friedrich Architektur zu studieren, zog er nach dem Schulabschluss nach München, wo er jedoch die Malerei für sich entdeckte.

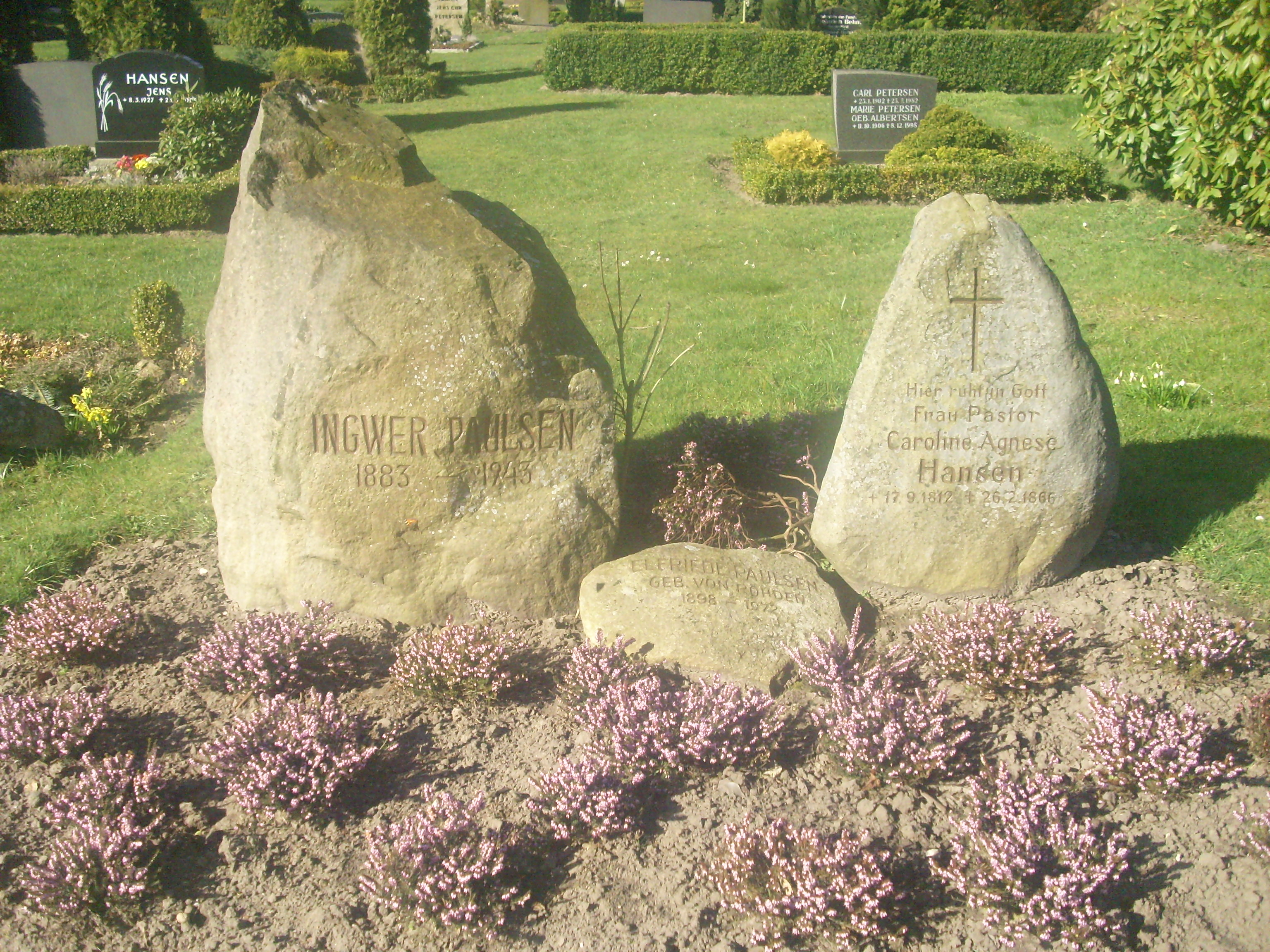
Grabstätte von Ingwer und Elfriede Paulsen in Hattstedt

Von 1904 an nahm er privaten Unterricht als Schüler bei Hermann Groeber und Hugo von Habermann und trat 1907 in die Münchner Akademie ein. Er besuchte zunächst die Zeichenschule von Karl Raupp, Mitglied der Künstlerkolonie Frauenchiemsee, bevor ihn Peter Halm in seine Klasse aufnahm. Im Herbst 1907 wechselte er an die Weimarer Kunstschule und studierte beim schleswig-holsteinischen Maler Hans Olde. Am 4. September 1909 heiratete er in Eupen Else Kranz, die aus einer holländischen Familie stammte, und wurde 1911 mit ihr in Weimar ansässig. Bis zum Beginn des Ersten Weltkrieges unternahm er Reisen nach Paris (1909), nach Flandern und Holland (1911), nach Italien (19911/12) und nach Belgien (1913/14). Während des Ersten Weltkrieges wurde er als Ballonbeobachter in Frankreich, Russland und Italien eingesetzt.
Zu Beginn der zwanziger Jahre musste er aus wirtschaftlichen Gründen kurze Zeit die gewerbliche Kunst aufgeben und bewirtschaftete einen eigenen Bauernhof, den Ziegelhof am Südufer der Treene in Sichtweite von Friedrichstadt. 1923 trennte er sich von seiner Frau, die mit den drei gemeinsamen Kindern auf dem Hof zurückblieb und zog mit seiner zweiten Frau Elfriede von Rohden (1898–1972) dauerhaft in das bereits zehn Jahre zuvor von dem Architekten Ernst Prinz nach eigenen Vorstellungen errichtete Wohn- und Atelierhaus in Halebüll. Studienreisen führten ihn in dieser Zeit nach Mecklenburg (1922) und Mainfranken (1923). Mit dem Soziologen Ferdinand Tönnies reiste er in die Provence (1927) und fuhr 1928/29 nach Griechenland und Albanien, wo er den Archäologen Wilhelm Dörpfeld für mehrere Monate besuchte.

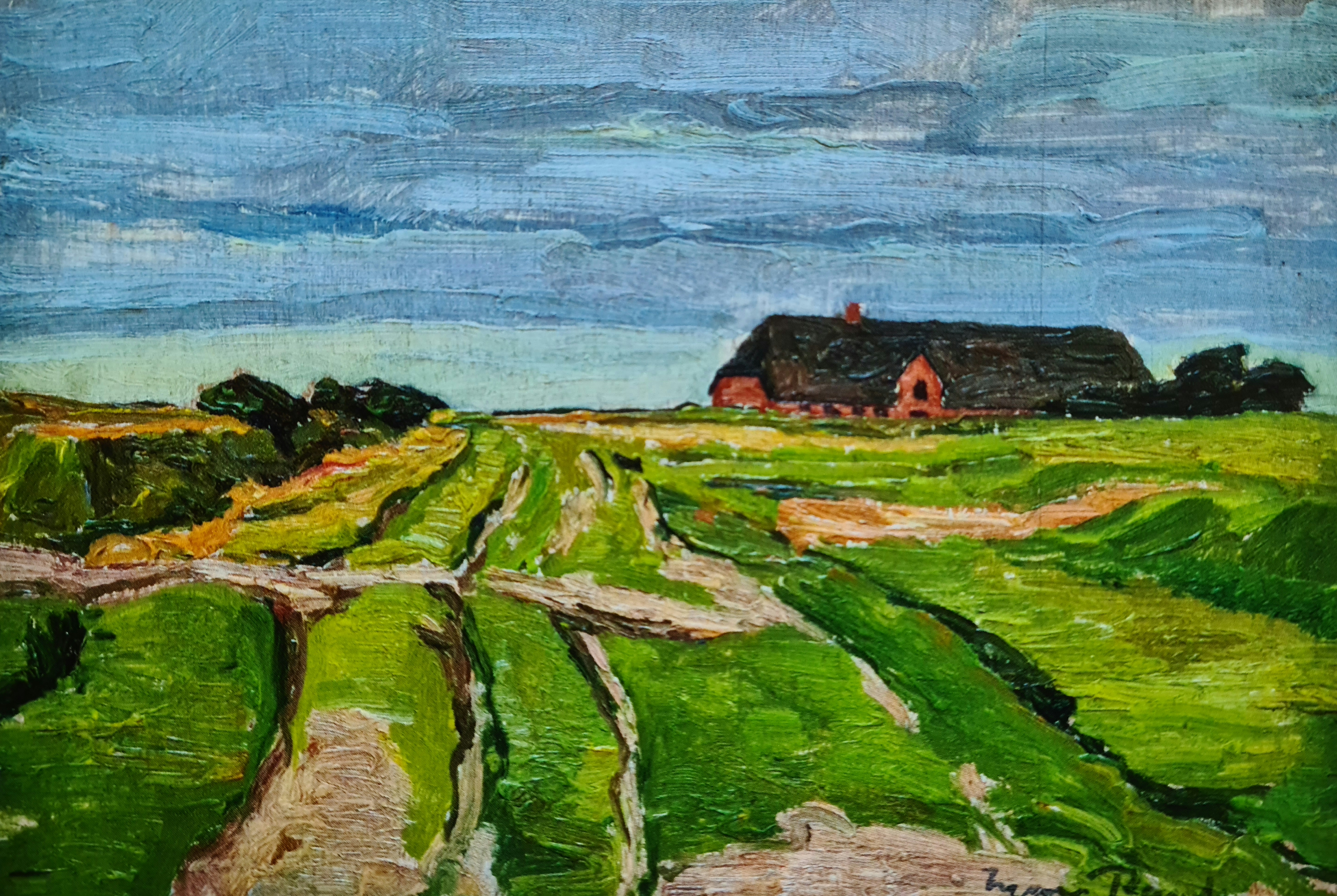
Ölgemälde Hof auf der Geest, Öl auf Holz, 1925, 28,5 × 40 cm, Privatbesitz

Schon seit Mitte der 1920er Jahre war er im völkischen Sinne kulturpolitisch aktiv und setzte sich zunächst für die Belange der schleswig-holsteinischen Künstler ein und trat zum 1. Februar 1930 der NSDAP (Mitgliedsnummer 431.341) bei. Für 1934 sind seine Tätigkeiten als Zellenwart und Kreiskulturwart des Kreises Husum dokumentiert. Außerdem leitete Paulsen den völkisch und antisemitisch ausgerichteten Kampfbund für Deutsche Kultur, Ortsgruppe Husum, war aber auch Mitglied im Deutschen Künstlerbund. Im März 1930 gründete er nach dem Vorbild der Frauenbildungsstätte Loheland  – einer anthroposophischen Schulsiedlung, die Hedwig von Rohden, eine Cousine seiner Frau bei Fulda leitete – in Halebüll eine Nordsee-Schule. Das Angebot der Schule richtete sich vor allem an Frauen und verband Gymnastik in der Natur mit künstlerischen Tätigkeiten. Als Vorstandsmitglied der Schleswig-Holsteinischen Kunstgenossenschaft und nationalsozialistischer Kulturfunktionär suchte er den Schulterschluss mit den Initiatoren der Aktion Entartete Kunst Wolfgang Willrich und Walter Hansen. Trotz seines unermüdlichen Einsatzes für die Ziele des Nationalsozialismus machte Ingwer Paulsen im Dritten Reich weder als Künstler noch als Kulturfunktionär Karriere, diesbezügliche Klagen wurden von Joseph Goebbels zurückgewiesen.
Im Zweiten Weltkrieg ging Paulsen 1940 zunächst zur Luftwaffe nach Schleswig. Später war er u. a. im niederländischen Gorinchem als Stadtkommandant stationiert. 1943 entließ ihn die Wehrmacht dann aus Altersgründen.
Wenige Monate später starb Ingwer Paulsen am 25. November 1943 an einem Herzinfarkt in seinem Haus in Halebüll. Er wurde auf dem Friedhof von Hattstedt beerdigt. Auf der Trauerfeier würdigte der Kreisleiter der NSDAP von Südtondern, Johann Peperkorn, sein Leben. Nach dem Krieg wurde in Halebüll, heute ein Stadtteil von Husum, ein Weg nach Paulsen benannt.

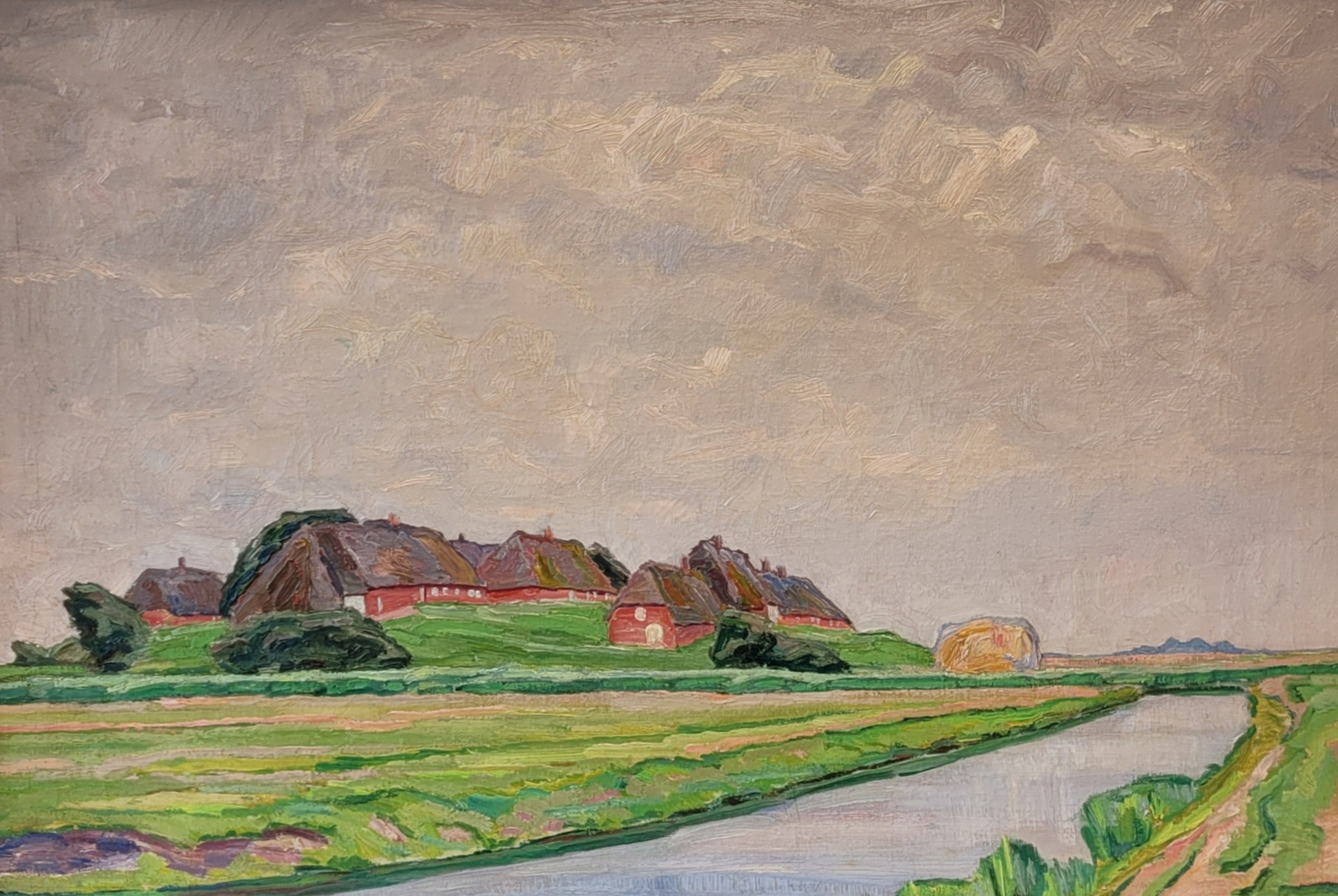
Ölgemälde Bei Ockholm, Öl auf Leinwand (signiert und rückseitig beschriftet Bei Ockholm, 32/16), 60 × 80 cm, Privatbesitz

## Werk
Ingwer Paulsen war in erster Linie Radierer. Seine Themen waren die Landschaft und die Architektur der schleswig-holsteinischen Westküste und all der Länder, die er auf seinen Studienreisen besuchte. Hans Wolfgang Singer schrieb in seinem Standardwerk Die moderne Graphik:

„Ingwer Paulsen hat all das Zeug dazu, ein Klassiker der Radierung zu werden.“

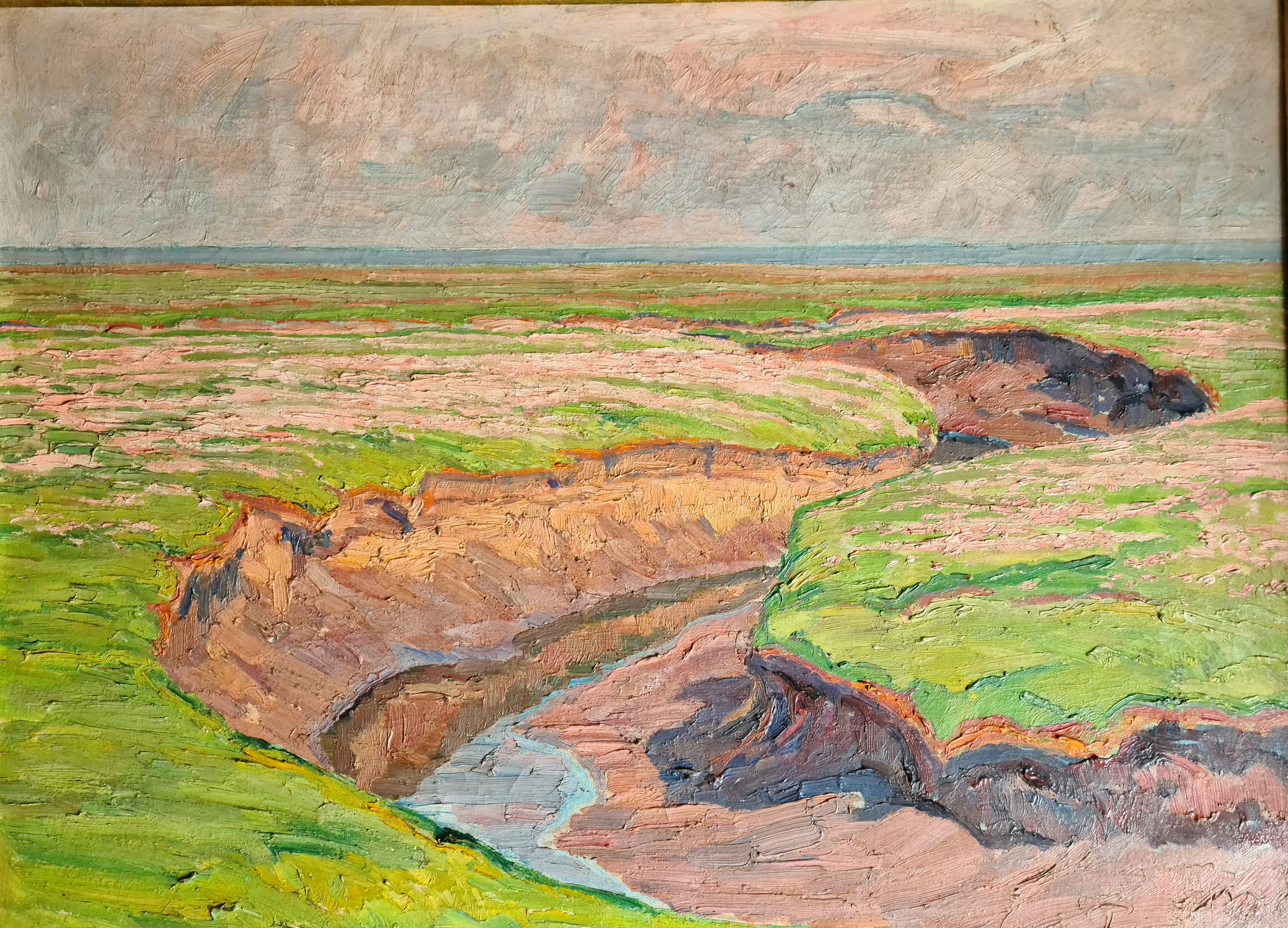
Ölgemälde, Hallig Gröde, Öl auf Leinwand (signiert und rückseitig beschriftet Hallig Gröde, 31/8), 80 × 60 cm, Privatbesitz

Nach Ende des Ersten Weltkrieges strebte er vorübergehend nach der Totalität aller Ausdrucksmittel von Grafik, Malerei und Bildhauerei. Neben Skulpturen entstanden Entwürfe zu großen farbigen Wandbildern. Er illustrierte 1925 das Buch Einsame Ufer. Hallignovellen von Elfriede Rotermund. Ab Mitte der zwanziger Jahre widmete er sich zunehmend der Malerei und experimentierte mit impressionistischen und expressionistischen Stilen. Seine thematische Annäherung an die NS-Ideologie blieb ohne nennenswerte Resonanz.

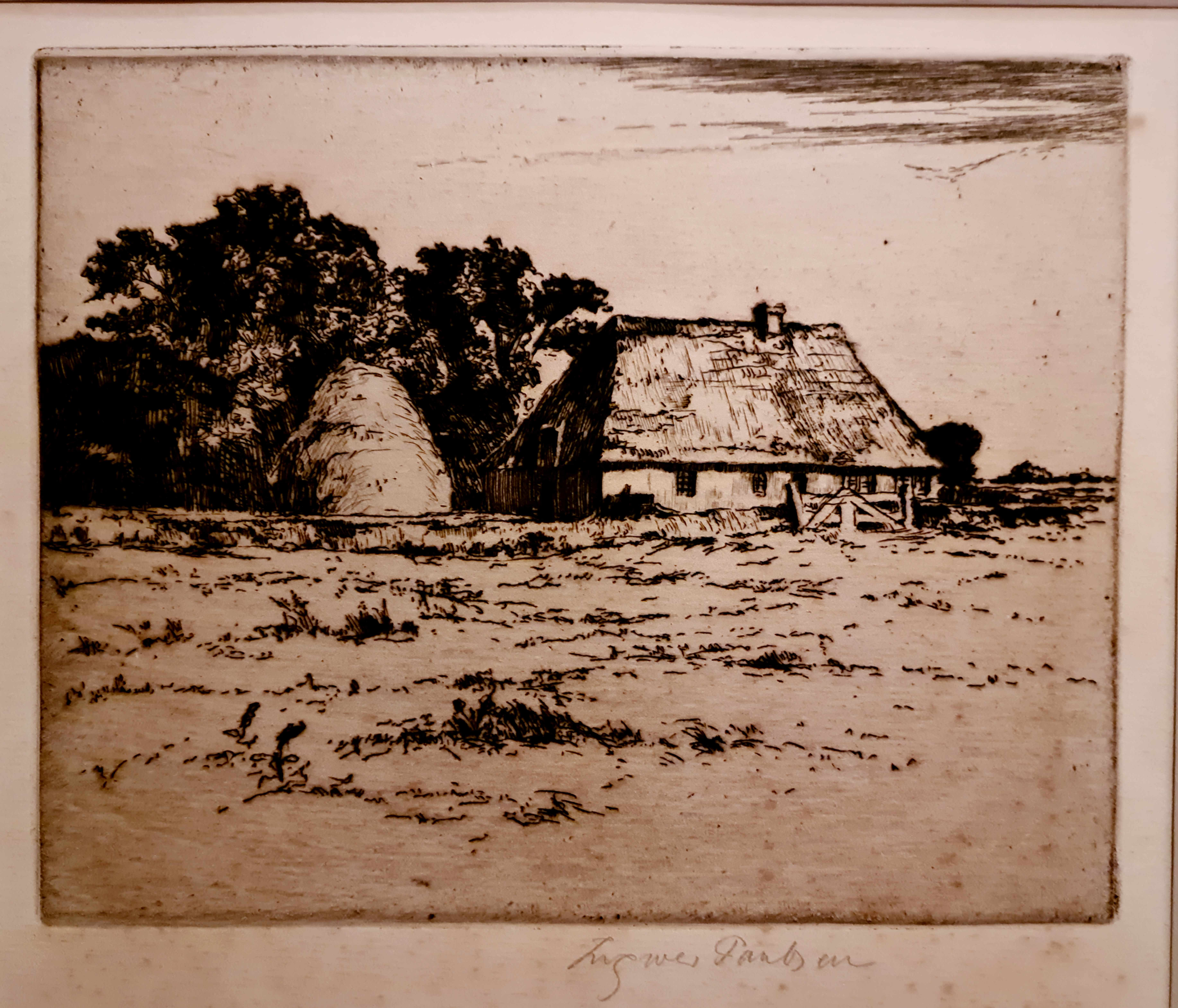
Radierung Haus mit Heuhaufen (Werkverzeichnis Nr. 90), 16,5 × 20,5 cm

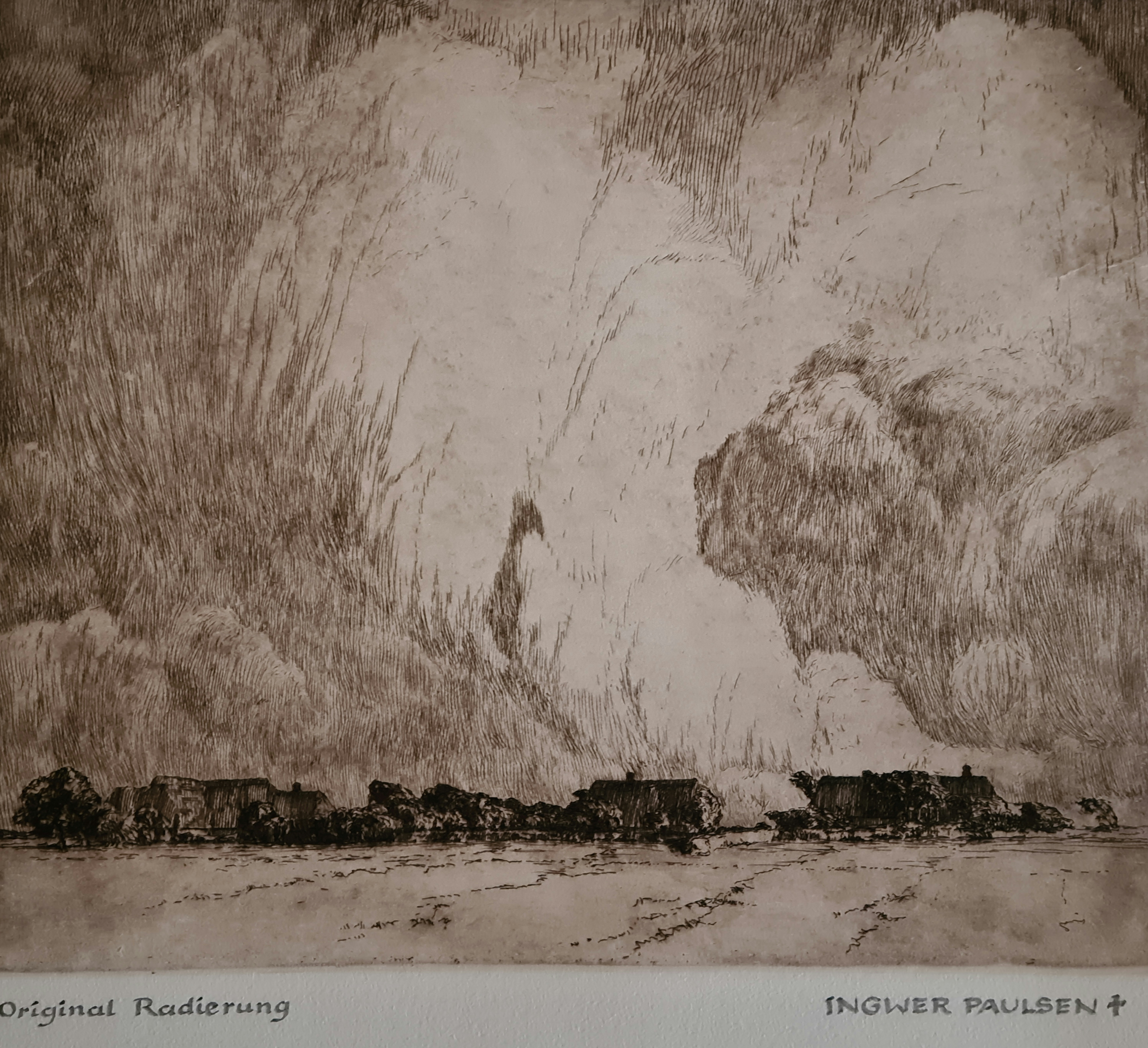
Radierung Gewitterwolken über Bauernhöfen (Werkverzeichnis Nr. 96), 22,5 × 27 cm

- Brücke und Stadttor, Ölgemälde auf der Großen Deutschen Kunstausstellung, 1941[16]
- bei Eckernförde. Radierung im Museen Nord[17]
- Fischerdorf, o. J., Öl auf Leinwand[18]
- Nordfriesische Sommerlandschaft, o. J., Öl auf Leinwand, 50 × 70 cm[19]
- Geestweg bei Halebüll, o. J., Öl auf Holzplatte, 40 × 60,5 cm[20]
- Am Kanal, 1920, Öl auf Holzplatte, 66 × 87 cm[21]

## Literatur

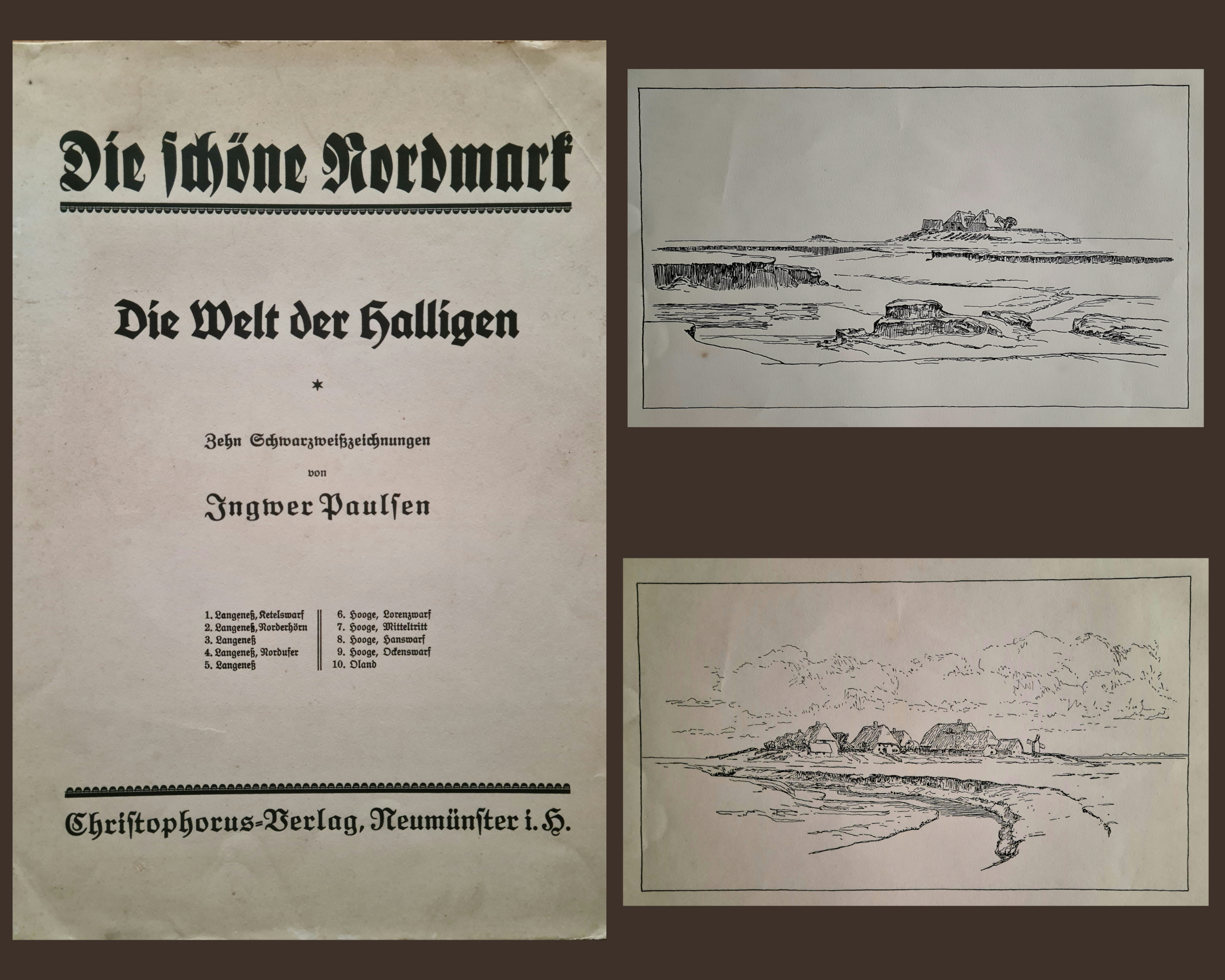
Die schöne Nordmark. Die Welt der Halligen. Zehn Schwarzweißzeichnungen von Ingwer Paulsen

## Weblinks

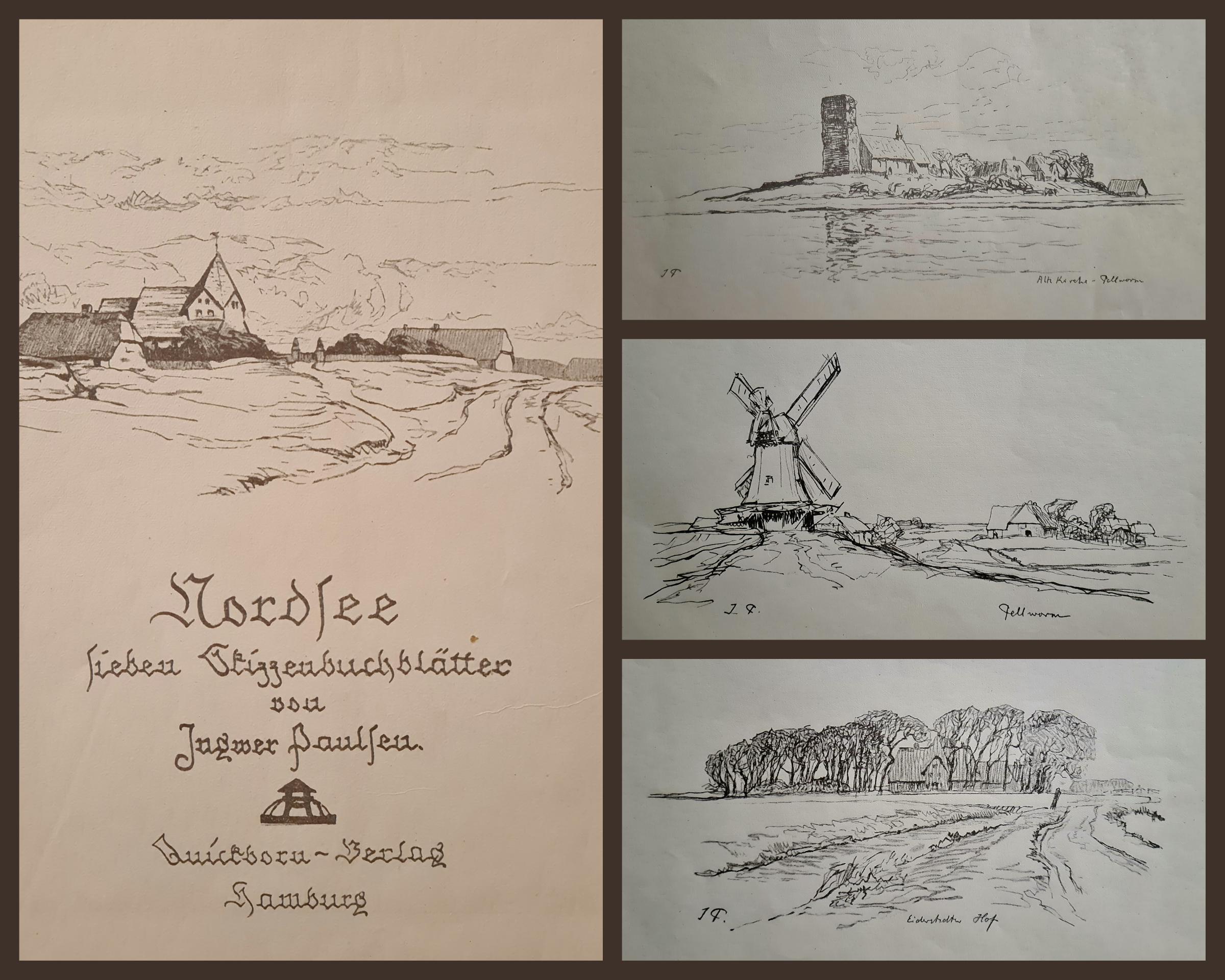
Nordsee. Sieben Skizzenbuchblätter von Ingwer Paulsen